# CAMBIA
CAMBIA es un centro de investigación sin ánimo de lucro en el campo de la biotecnología botánica fundado en 1992 por Richard Anthony Jefferson en Canberra, Australia.
CAMBIA es el acrónimo en inglés de "Center for the Application of Molecular Biology to International Agriculture". Sin embargo, al tiempo que su trabajo se ha desarrollado más allá de la agricultura hasta abarcar diversas ciencias de la vida, el acrónimo ha quedado en desuso, por lo que hoy día es el significado en español e italiano de la palabra "cambia" lo que da sentido al nombre de la organización. 
CAMBIA trabaja desarrollando tecnologías para la mejora genética de las plantas, siguiendo un modelo de código abierto. 
El objetivo principal de CAMBIA es extender la innovación de contenido libre en el campo de la biotecnología. Para ello han desarrollado una serie de tecnologías, patentes y licencias que, según su criterio, darán mayor libertad a los investigadores una mayor libertad para desarrollar y comercializar productos biotecnológicos.
La organización logró una renovada repercusión mediática cuando lograron crear una versión genéticamente modificada de agrobacterium tumefaciens de código abierto.
En 2013 puso en marcha la web Lens.org.